# Distrikt Sumbilca
Der Distrikt Sumbilca liegt in der Provinz Huaral in der Region Lima in Peru. Der Distrikt wurde am 6. November 1903 gegründet. Er besitzt eine Fläche von 2376 km². Beim Zensus 2017 wurden 793 Einwohner gezählt. Im Jahr 1993 lag die Einwohnerzahl bei 1577, im Jahr 2007 bei 1171. Verwaltungssitz ist die 1903 m hoch gelegene Ortschaft Sumbilca mit 235 Einwohnern (Stand 2017). Sumbilca liegt knapp 44 km ostnordöstlich der Provinzhauptstadt Huaral.

## Geographische Lage
Der Distrikt Sumbilca liegt in der peruanischen Westkordillere im zentralen Süden der Provinz Huaral.
Er wird im Norden vom Río Chancay und dessen linken Nebenfluss Río Añasmayo begrenzt.
Der Distrikt Sumbilca grenzt im Südwesten an den Distrikt Aucallama, im Nordwesten an die Distrikte Huaral und Ihuarí, im Norden an die Distrikte Lampián und Atavillos Bajo, im äußersten Osten an den Distrikt San Buenaventura (Provinz Canta) sowie im Süden an den Distrikt Huamantanga (ebenfalls in der Provinz Canta).

## Ortschaften
Im Distrikt gibt es neben dem Hauptort folgende größere Ortschaften:
- Cucapunco
- Piscocoto